# Riko Muranaka
Riko Muranaka é uma cientista japonesa que recebeu o Prêmio Maddox de 2017 pelo seu combate às campanhas de desinformação acerca da vacina contra o HPV que causaram uma redução de 70 % para apenas 1 % na taxa de vacinação no Japão.
Muranaka já foi agredida, ameaçada e assediada, mas continua a defender a importância das vacinas para a saúde pública.